# Vilhelmina (commune)
La commune de Vilhelmina est une commune suédoise du comté de Västerbotten. Elle est habitée par 7 588 personnes. Son chef-lieu se situe à Vilhelmina.

## Localité principale
- Vilhelmina

## Personnalités liées à la commune
- Anna-Lisa Öst, chanteuse et salutiste
- Linda Susanna Isaksson Lindorff, présentatrice